# Richard Chiwasa
Richard Chiwasa  es un escultor de Zimbabue conocido por sus tallas en piedra, nacido en junio de 1947 en Harare.

## Datos biográficos

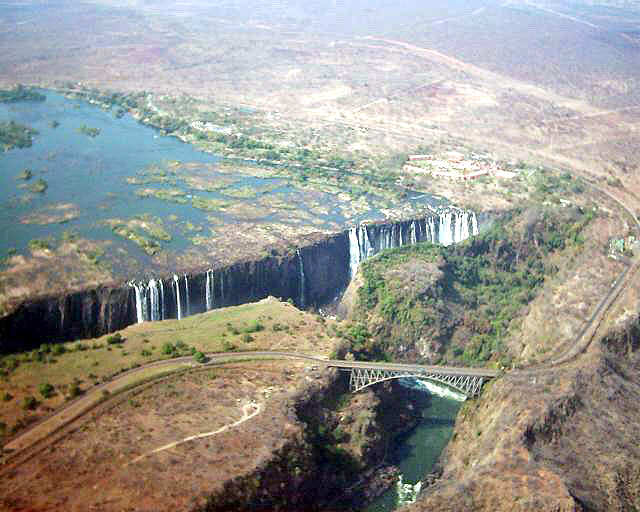
Cataratas Victoria, donde Richard Chiwasa vivió y trabajó durante diez años.

Nacido en Harare, Chiwasa fue a la escuela primaria a nivel local hasta el sexto nivel estándar. El año 1967 comenzó a esculpir en piedra de talco (soapstone en inglés); más tarde aprendió a trabajar más materiales a través de las enseñanzas de Canon Edward y George Paterson en el Centro de Arte Nyarutsetso . En 1970 dejó el centro de trabajo en las Cataratas Victoria, donde trabajó durante diez años en la "Aldea Artesanal"; Coincidió allí con David Gopito. 
Chiwasa actualmente trabaja en piedras duras como serpentinita, springstone y jade mantequilla. Ha trabajado con Sylvester Mubayi, Nicholas Mukomberanwa y Moses Masaya entre otros escultores.